# رودولف الأول دوق بافاريا
رودولف الأول دوق بافاريا ، الملقب بـ «اللجلاج» (بالألمانية: Rudolf der Stammler؛ 4 أكتوبر 1274 - 12 أغسطس 1319)؛ هو أحد أفراد سلالة فيتلسباخ، وكان دوق بافاريا العليا وكونت بالاتينات-الراين منذ 1294 حتى 1317.

## السيرة الذاتية
ولد رودولف في بازل، بحيث أنه ابن الدوق لودفيغ الثاني من بافاريا العليا وزوجته الثالثة ماتيلد هابسبورغ ابنة رودولف الأول ملك ألمانيا، منذ التقسيم 1255 لأراضي فيتلسباخ، حكم والده انتخابيات بالاتينات وبافاريا العليا مع إقامته في ألتر هوف بميونيخ وقلعة هايدلبرغ ، بينما حكم شقيقه الأصغر الدوق هاينريش الثالث عشر أراضي بافاريا السفلى.
باعتباره الابن الأكبر الباقي على قيد الحياة بحيث توفي أخيه الأكبر الغير شقيق لودفيغ خلال مبارزة في 1290، خلف رودولف والده في منصب دوق بافاريا العليا عند وفاته في فبراير 1294. وفي سبتمبر تزوج ميتشتيلد من ناساو ابنة أدولف ملك ألمانيا، وبذلك واصل سياسة الزواج الخاصة بوالده، ومع ذلك خالف الملك أدولف توقعات الأمراء وفي عام 1298 أُعلنوا خلعه لصالح ابن الملك الراحل رودولف ووريثه دوق النمسا ألبرخت، خلال معركة جولهايم دعم رودولف حماه أدولف ضد خاله ألبرخت الذي انتصر فيها، بينما قُتل حماه في المعركة.
تم انتخاب ألبرخت في 27 يوليو 1298 ثم رجع رودولف إلى أنصار هابسبورغ، ومع ذلك أدت سياسة السلالات القوية للملك الجديد إلى عودة صراعات مع أسرة فيتلسباخ، وفي عام 1301 ضغط الملك ألبرخت على رودولف لقبول أخيه الأصغر الطموح لودفيغ الرابع الإمبراطور الروماني المقدس المستقبلي كحاكم مشارك معه، بعد أن فك مقاومة رودولف المتبقية بفرض حصار على مقر إقامته في هايدلبرغ عام 1301.
بعد اغتيال ألبرخت عام 1308، كان كل من رودولف ولودفيغ يأملان في أن يصبحا خليفته، ومع ذلك رتب الأمراء الناخبون بقيادة رئيس أساقفة ماينتس بيتر فون أسبيلت ترشيح كونت لوكسمبورغ هاينريش السابع في انتخابات 27 نوفمبر بحيث صوت رودولف لهنري، وفي عام 1310 رافق الملك الجديد في حملته إلى إيطاليا، ومع ذلك فقد اضطر إلى إنهاء مشاركته عندما بلغته الخلافات الجديدة حول تقسيم أراضي عائلة فيتلسباخ بعد وفاة الدوق ستيفن الأول من بافاريا، وأدى الخلاف على الكرامة الانتخابية بين رودولف ولودفيغ الرابع ذروتها إلى حرب أهلية.
أخيرًا في 21 يونيو 1313 تم إحلال الصلح بين الأخوين في ميونيخ، بحيث احتفظ رودولف بانتخابية بالاتينات، بينما أعطت المعاهدة للودفيغ الفرصة لتأمين انتخابه ملكًا لألمانيا عند وفاة هاينريش السابع في 24 أغسطس، استطاع لودفيغ هزيمة منافس هابسبورغ فريدرخ الوسيم في معركة غاميلسدورف في 9 نوفمبر، مما أثار انزعاج شقيقه، بعد تنازل يان ملك بوهيميا ابن هاينريش السابع عن المطالبة بالعرش الإمبراطوري، تم انتخابه أخيرًا ملكًا للرومان في فرانكفورت في 20 أكتوبر 1314، قدم رودولف صوته إلى منافسه هابسبورغ فريدرخ الوسيم.
في نزاع على العرش التالي مع آل هابسبورغ، تعرض رودولف لهجوم من قبل أخيه على ممتلكاته في بافاريا وبالاتينات وخلال موقف دفاعي وافق رودولف في عام 1317 على التخلي عن حكمه لصالح لودفيغ حتى نهاية الصراع مع منافس هابسبورغ. وفقًا لمؤرخ عصر النهضة يوهانس أفنتينوس (1477-1534)، انتقل رودولف إلى إنجلترا حيث توفي هُناك بعد ذلك بعامين. حصل لاحقًا على لقب «اللجلاج» بسبب معاركه البائسة العديدة ضد شقيقه الأصغر.
أخيراً شقيقه في عام 1328 توج كإمبراطور الروماني المقدس بحيث أصبح أول شخص من العائلة يصبح إمبراطور، وبموجب معاهدة بافيا عام 1329، منحت الانتخابية بالاتينات لأبنائه رودولف الثاني الأعمى وروبرت الأول وحفيده روبرت الثاني، ابن أدولف، بهذه الطريقة أخيرًا أصبح رودولف الأول وحفيده روبرت الثاني أسلاف فرع بالاتينات الأكبر من سلالة فيتلسباخ والتي عادت إلى السلطة أيضًا في بافاريا في عام 1777 بعد انقراض الخط الأصغر البافاري أحفاد لودفيغ الرابع.

## الذرية
تزوج رودولف في 1 سبتمبر 1294 من ميتشتيلد من ناساو ابنة أدولف ملك ألمانيا، أنجبت له:-
1. لودفيغ (1297 - قبل 5 أبريل 1311).
2. أدولف كونت بالاتينات-الراين (27 سبتمبر 1300 - 29 يناير 1327)؛ استمرت السلالة من نسله.
3. رودولف الثاني دوق بافاريا (8 أغسطس 1306 - 4 أكتوبر 1353)؛ ليس له ذرية.
4. روبرت الأول ناخب بالاتينات (9 يونيو 1309، فولفراتسهاوزن - 16 فبراير 1390)؛ تزوجت مرتين، ليس له ذرية.
5. ماتيلد (1312-25 نوفمبر 1375)؛ تزوجت من الكونت يوهان الثالث من سبونهايم عام 1330، لهم ذرية.
6. آنا (1318-1319).